# Unchained Melody
Unchained Melody е песен от 1955 година, с музика от Алекс Норт и текст от Хай Зарет. Тя е сред най-записваните песни на 20 век, като според някои преброявания от нея са произлезли над 500 версии на стотици езици.
През 1977 година Кралят на рокендрола (Елвис Пресли) записва своята версия на песента. Това е последната песен, която той изпълнява на сцена.
Норт използва музиката като тема за затворническия филм Unchained (букв. Отвързан / Освободен от верига), откъдето идва и името. Тод Дънкан поема вокалите за саундтрака към филма. Лес Бакстър излиза с инструментална версия („Капитол Рекърдс“), която стига до №2. По-нататъшни записи включват тези на Ал Хиблър (Дека), достигнала №3 на Билборд; Джими Йънг, №1 във Великобритания; както и Рой Хамилтън (Епик Рекърдс), №1 в списъка за най-продаван ритъм енд блус и №6 на поп-класацията. Те са последвани от стотици други записи.
Версията от юли 1965 г. на „Райчъс Брадърс“ става музикален стандарт на автоматните грамофони. Тя придобива огромна популярност през 1990 г. след като е използвана във филма „Дух“.